# Ildtorn
Slægten Ildtorn (Pyracantha) er udbredt i Europa og Østasien. Det er stedsegrønne eller vintergrønne buske med grentorne og aflangt elliptiske blade. Blomsterne er samlet i halvskærme, og frugterne er røde eller gule bæræbler. Her nævnes kun de arter, der dyrkes i Danmark.
| Arter |

- Almindelig ildtorn (Pyracantha coccinea)
- Tibetansk ildtorn (Pyracantha fortuneana)
- Kinesisk ildtorn (Pyracantha koidzumii)